# Tromboza
Tromboza je bolest krvožilnog sustava. Do nje dolazi kad se u krvi stvori ugrušak tzv. "tromb", koji potom putuje krvlju po tijelu. Zbog toga ga je prilično teško locirati, te ishod može biti smrtonosan ako dođe u mozak ili srce. Ako dođe u mozak, u slučaju da začepi krvnu žilu, uzrokovat će moždani udar, a ako dođe u srce i tamo začepi krvnu žilu doći će do srčanog aresta.
Kad je krvna žila ozlijeđena, tijelo stvara ugrušak, kako bi spriječilo gubitak krvi. Ako taj mehanizam uzrokuje previše ugruška, dio će se odlomiti i nastat će embolus.

## Uzroci
Uzroci su najčešće nepravilnosti u jednom od sljedećih:
- sastav krvi
- kvaliteta stijenke krvne žile
- prirodnost toka krvi

## Vrste
- Venska tromboza
- Duboka venska tromboza (tromboza kod vena koje su duboko u tijelu)
- Tromboza portalne vene
- Tromboza renalne vene
- Budd-Chiarijev sindrom
- Paget-Schroetterova bolest
- Tromboza cerebralne sinusne vene
- Moždani udar
- Infarkt miokarda
- Arterijski embolus

## Vanjske poveznice
|  | Zajednički poslužitelj ima još gradiva o temi Duboka venska tromboza |

|  | Molimo pročitajte upozorenje o korištenju medicinskih informacija. Ne provodite liječenje bez savjetovanja s liječnikom! |